# Алексеевка (Гомельский район)
Алексе́евка (бел. Аляксе́еўка) — посёлок в Гомельском районе Гомельской области Республики Беларусь. В составе Урицкого сельсовета.
На юго-западе граничит с лесом.

## География

### Расположение
В 17 км на запад от Гомеля.

## Транспортная сеть
Транспортные связи по просёлочной, затем автомобильной дороге Жлобин — Гомель. Планировка состоит из короткой, прямолинейной улицы, ориентированной с юго-востока на северо-запад. Застройка деревянная усадебного типа.

## История
Основан в начале XX века переселенцами из соседних деревень. В 1926 году работало почтовое отделение, в Галеевском сельсовете Уваровичского района Гомельского округа. В 1931 году жители вступили в колхоз. Во время Великой Отечественной войны 13 сентября 1943 года немецкие оккупанты полностью сожгли посёлок и убили 32 жителя, 14 из которых похоронены в могиле жертв фашизма в центре посёлка. В 1959 году в составе колхоза имени М.С. Урицкого (центр — деревня Урицкое).
До 31 октября 2006 года в составе Старобелицкого сельсовета.

## Население

### Численность
- 2004 год — 26 хозяйств, 66 жителей

### Динамика
- 1926 год — 53 двора, 309 жителей
- 1959 год — 120 жителей (согласно переписи)
- 2004 год — 26 хозяйств, 66 жителей

## Достопримечательность
- Памятник землякам, погибшим в годы Великой Отечественной войны.

## Известные уроженцы
- С. А. Диханчук — генерал-майор танковых войск